# Håkan Jonsson (datavetare)
Johan Håkan Jonsson, född 13 februari 1966 i Örnsköldsvik, är en svensk datavetare och universitetslektor(Associate professor) på Luleå tekniska universitet.
Jonsson fick sin civilingenjörsexamen i datateknik 1990 på dåvarande Högskolan i Luleå. Han var forskarstuderande(doktorand) åren 1991-1997. Titeln på licenciatsavhandlingen  var "Guarding Art Galleries with One Guard " (1995). Titelns på doktorsavhandlingen var  "Euclidean Traveling Salesman Problem with Neighborhoods and connecting fence". Doktorsexamen avlades år 2000. Hans handledare var Svante Carlsson. Jonsson arbetade länge med Leif Kusoffsky (1944-2012). Jonsson arbetade även med Lennart Andersson (1945-2023).
Jonssons forskning är främst kring algoritmers effektivitet och datastrukturer inom geometriska applikationer.
År 2000 resp 2002 vann Jonsson pris för "Outstanding teacher" av studentkåren på Luleå tekniska universitet.
År 2007 var Jonsson gästföreläsare på Dartmouth College i USA.